# Wilhelm Hartnack

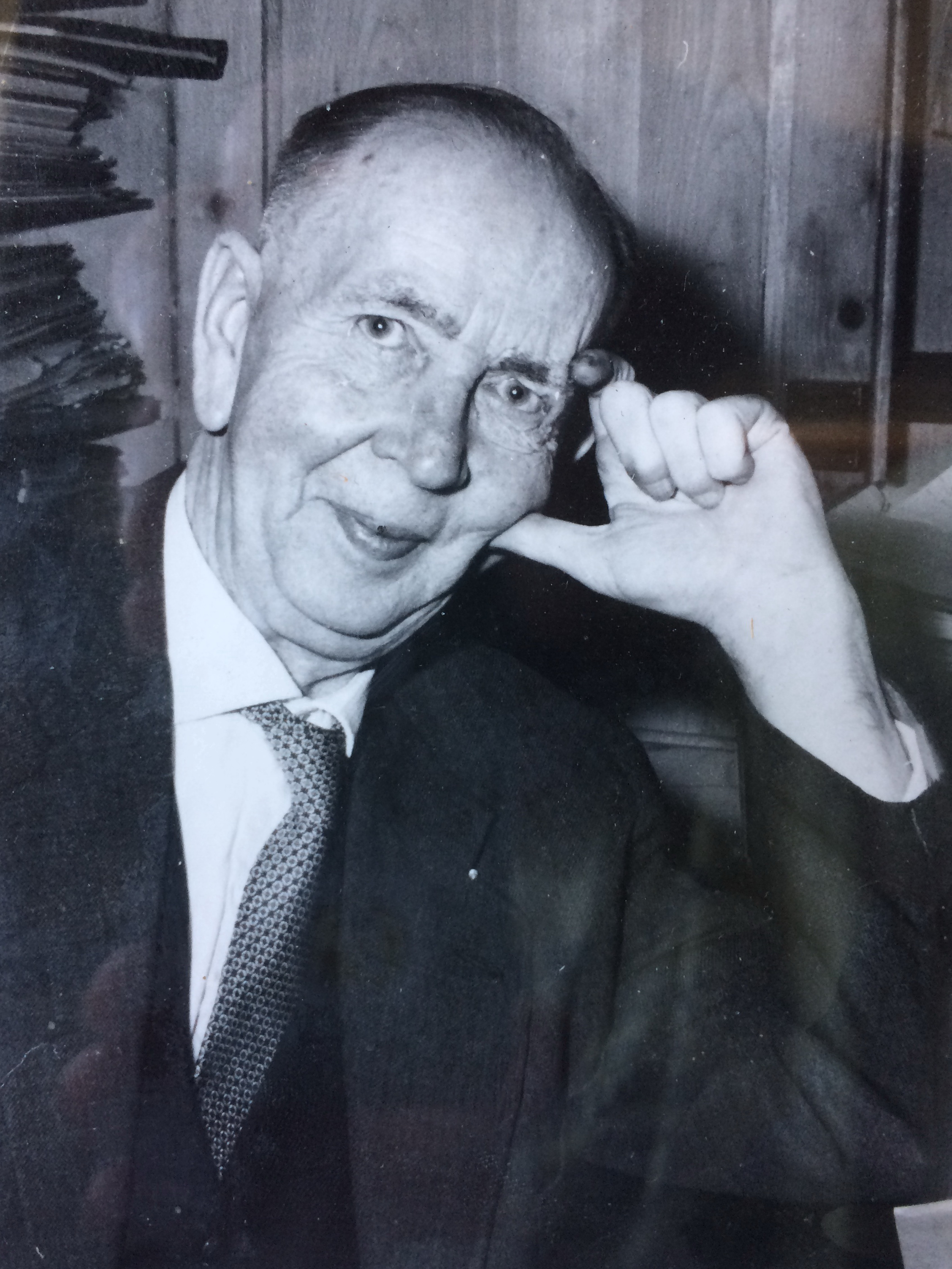
Wilhelm Hartnack, ca. 1962

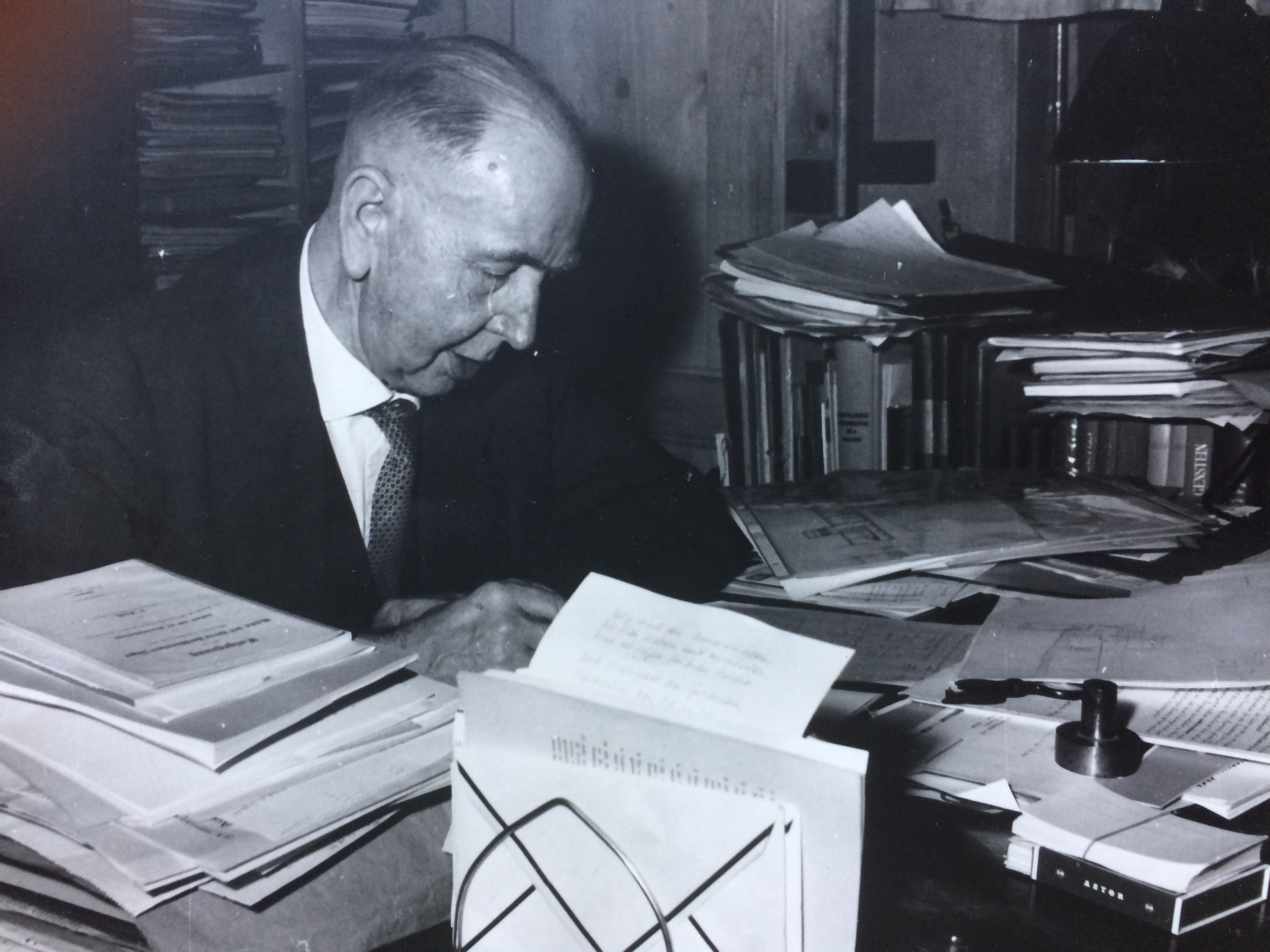
Wilhelm Hartnack, ca. 1962

Wilhelm Hartnack (* 31. Januar 1893 in Elberfeld; † 29. Juli 1963 in Laasphe) war ein deutscher Geograph, Hochschullehrer und Heimatforscher.

## Leben
Wilhelm Hartnack war Sohn des Töchterschullehrers Karl Hartnack und dessen Ehefrau Wilhelmine, geb. Spies. Er wurde evangelisch-reformiert getauft, trat jedoch mutmaßlich in den NS-Jahren aus der Kirche aus und galt ausweislich seiner Personalpapiere als „gottgläubig“. Er besuchte zunächst das Gymnasium in Elberfeld (1903–1914), wo er auch das Abitur ablegte. 1914 wurde er Mitglied der Burschenschaft Frankonia Erlangen. Mit dem Ende des Ersten Weltkriegs, an dem er teilgenommen hatte, trat er dem illegalen „Freiwilligenkorps“ Erlanger bürgerlich-burschenschaftlicher Studenten bei, das eine Formation innerhalb des Freikorps’ Epp bildete. Hartnack nahm an der Niederschlagung der Münchner Räterepublik durch das Freikorps teil, der „weiße Terror“ des Korps mit hunderten Toten gegen vermeintliche und reale Unterstützer der Räteregierung folgte.
Nach einem Wechsel von Erlangen an die Universität Greifswald legte er dort 1921 das Staatsexamen ab, war von 1921 bis 1925 als Assistent am Geographischen Institut der Universität Greifswald tätig und wurde 1924 zum Dr. phil. promoviert.
1922 trat er der deutschvölkischen DNVP bei. Zum 1. Mai 1933 trat er der NSDAP (Mitgliedsnummer 2.180.260) und im November 1933 der SS bei (SS-Nummer 231.790), in der er zum Obersturmführer befördert wurde. Er führte den Standortsturm Greifswald.
Seit 1927 war er in Greifswald als Privatdozent tätig und spätestens 1933 Assistent von Professor Gustav Braun.
1933 machte er durch eine Denunziation seines Mentors Gustav Braun von sich reden, die auf unzutreffenden Behauptungen beruhte. Er beschuldigte ihn finanzieller Verfehlungen. Braun, der, wie Hartnack wusste, politisch unter Verdacht stand, war in der Lage, die Beschuldigungen vor Gericht zu widerlegen und wurde freigesprochen. Hartnack aber war es gelungen, „durch einen dotierten Lehrauftrag sichergestellt“ zu werden. Außerdem konnte er die Sondervorlesung zur Wehrgeographie übernehmen und wurde im März 1934 zum nichtbeamteten außerordentlichen Professor ernannt. Den Lehrstuhl von Braun erhielt er zwar wegen mangelnder Qualifikation nicht, wurde aber 1939 beamteter außerplanmäßiger Professor für Geographie an der Universität Greifswald.
Nach Meinung des Autors der Greifswalder Unigeschichte zur Nazizeit Henrik Eberle war Hartnack für die Hochschule insofern von Bedeutung, als „er als Denunziant maßgeblich die nationalsozialistische Umgestaltung der Universität vorantrieb.“
Hartnack wurde mit den Kriegsverdienstkreuzen 1. und 2. Klasse ausgezeichnet. Er war Träger der Medaille zur Erinnerung an den Kreuzzug gegen den Kommunismus des Königreichs Rumänien.
Als Geograph befasste sich Hartnack besonders intensiv mit den Boden- und Küstenverhältnissen in Pommern. Er verfasste Monographien über die Wanderdünen Pommerns und veröffentlichte zahlreiche Aufsätze in wissenschaftlichen Fachzeitschriften. Er war Herausgeber des Jahrbuchs der Pommerschen Geographischen Gesellschaft.
Nach dem Ende des NS-Regimes kehrte Hartnack in den Ort zurück, aus dem seine Familie stammte. Entnazifiziert wurde er dort mit der Kategorie IV als minderbelastet. 1953 gab er als seine Adresse an: Laasphe/Westfalen, Schloss Wittgenstein. Er betätigte sich fortan als Heimatforscher. Er nahm sich in den 1950er-Jahren des Archivs des Stifts Keppel an und ordnete das vorhandene Schriftgut systematisch in 280 Fächer. In der Folgezeit beschäftigte er sich mit historischen und landeskundlichen Themen des Wittgensteiner Landes. Im Zeitraum 1956–1962 war er Schriftleiter der Vereinszeitschrift Wittgenstein – Blätter des Wittgensteiner Heimatvereins.
Im Jahr 1957 war Hartnack maßgeblicher Mitautor der 4./5. Lieferung des von der Bundesanstalt für Landeskunde herausgegebenen Handbuchs der naturräumlichen Gliederung Deutschlands, wo er Hauptautor für die Großregionen (Haupteinheitengruppen) Westerwald und Süderbergland war. Im selben Jahr wurde er zum ordentlichen Mitglied der Historischen Kommission für Westfalen gewählt. Anlässlich seines 70. Geburtstags wurde er Anfang 1963 von dem benachbarten Siegerländer Heimatverein als Anerkennung für seine Verdienste um die Erforschung der Geschichte des Stifts Keppel mit der Verleihung des Siegerlandtalers geehrt.
Hartnack verstarb nach längerer Krankheit und wurde am 1. August 1963 in Laasphe beigesetzt. Seine NS-Vita wurde zeit seines Lebens und viele Jahrzehnte darüber hinaus nie offengelegt und diskutiert.

## Publikationen (Auswahl)
- Wanderdünen Pommerns – Ihre Form und Entstehung. Greifswald 1925, DNB 573667942.
- Beiträge zu einer Entwicklungsgeschichte der Kartographie Pommerns unter besonderer Berücksichtigung unveröffentlichter handschriftlicher Karten. Greifswald 1926.
- Die Küste Hinterpommerns. 1924, DNB 570684897.
- Die Küste Hinterpommerns unter besonderer Berücksichtigung der Morphologie. (2. Beiheft zum 43./44. Jahrbuch der Geographischen Gesellschaft Greifswald). Greifswald 1926, DNB 363951334.
- 45 Jahre Geographische Gesellschaft Greifswald. Sonderdruck aus Nr. 55 der Greifswalder Zeitung vom 6. März 1927. Verlag Julius Abel, Greifswald 1927, DNB 573667888.
- Physiographische Skizzen von Waldeck. 1928, DNB 573667926.
- Madeira – Landeskunde einer Insel. 1930, DNB 363951342.
- Oberflächengestaltung der ostpommerschen Grenzmark. In: Nik. Creutzburg (Hrsg.): Nordosten I – Landschaften des deutschen Nordostens. 1931, S. 99–127. (Mit Karte des submarinen Reliefs vor der ostpommerschen Küste)
- Zur Entstehung und Entwicklung der Wanderdünen an der deutschen Ostseeküste – Eine vergleichende Wanderdünenstudie. Leipzig 1931.
- Pommerns Küsten- und Grenzlandlage als geographische Bedingungen. In: Pommern – das Grenzland am Meer. 1931, DNB 362307806.
- (zusammen mit G. Braun) Die Preußische Provinz Pommern bei der Neueinteilung Deutschlands. 1932.
- Morphogenese des nordostrheinischen Schiefergebirges (Sauerland, Siegerland, Waldeck, Westerwald) – Ein Beitrag zur Morphologie deutscher Mittelgebirge. Greifswald/ Bamberg 1932, DNB 57366790X.
- Pommern – Grundlagen einer Landeskunde. Schriftenreihe Der Göttinger Arbeitskreis. Heft 31, Februar 1953, Holzner-Verlag, Kitzingen/Main.
- Der Wittgensteiner Wald und seine Nutzung im Wechsel der Zeiten. 1954.
- Wirtschaftsstruktur und Raumbeziehungen Wittgensteins. In: Westfälische Forschungen – Mitteilungen des Provinzialinstituts für westfälischen Landes- und Volkskunde. 7. Band (1953–1954), Verlag Aschendorff/Böhlau Verlag, 1954.
- Emil Meynen, Josef Schmithüsen (Hrsg.): Handbuch der naturräumlichen Gliederung Deutschlands, 4./5. Lieferung. Bundesanstalt für Landeskunde, Remagen/Bad Godesberg 1957; 
darin Autor von: 32 Westerwald (S. 440–473) und 33 Süderbergland (S. 481–517)
- Die Entstehung Berleburgs – historisch-kritische Bemerkungen. 1958, DNB 451847067.
- Die Laaspher Hof-Apotheke. In: Wittgensteiner Heimatverein. Heft 4, 1960.
- als Herausgeber: Das Wittgensteiner Landrecht nach dem Original-Codex von 1579. Laasphe 1960, DNB 458774464.
- zusammen mit Heinz Flender: Stift Keppel im Siegerlande 1239–1951. Band 1, Selbstverlag, 1963; (zusammen mit Juliane Freiin von Bredow) Stift Keppel im Siegerlande 1239 bis 1971. Band 2: Geschichte der Schule und des Internats. 1871–1971. Stiftsfonds, Stift Keppel 1971, DNB 740714414.
- als Herausgeber, unter Mitarbeit von Eberhard Bauer und Werner Wied: Die Berleburger Chroniken des Georg Cornelius, Antonius Crawelius und Johann Daniel Scheffer (1488–1799, ergänzt durch eine Jahreschronik von 1822). Adalbert Carl, Laasphe 1964, DNB 367406896.